# Kwadrat (poligrafia)
Kwadrat – tradycyjna jednostka wtórna wielkości typograficznych, a jednocześnie nazwa stopnia pisma. Używane były w poligrafii, a dokładniej w zecerstwie oraz w redakcji technicznej. Jest to także nazwa ślepego materiału zecerskiego o tejże wielkości.
Jeden kwadrat według Polskiej Normy (zgodnej z systemem Didota) wynosi 48/2660 m (ok. 18,051 mm), a w systemie Pica (amerykańskim) wynosi 48 point = 0,664176 cala (16,867 mm). Jako stopień pisma jeden kwadrat = 48 punktów typograficznych. Kwadrat był podstawową miarą przy ustalaniu rozmiarów kolumn, tabel, długości szpalt, wierszy, itp.
Kwadrat (zwany również calnikiem) to jednocześnie nazwa justunku średniego w postaci kwadratu o długości boku 48 punktów i wysokości (grubości) 1-20 punktów.